# Richard Southern
Richard William Southern, mais conhecido como R.W. Southern (Newcastle-upon-Tyne, 8 de fevereiro de 1912 – Oxford, 6 de fevereiro de 2001),   foi  um historiador e medievalista britânico. Pertenceu ao corpo docente da Universidade de Oxford.